# Ginger Snaps
Ginger Snaps, és una pel·lícula canadenca dirigida per John Fawcett, estrenada el 2000. Ha estat doblada al català.

## Argument
Bailey Downs, un suburbi canadenc sense història, és commociona quan algú (o alguna cosa) comença a matar gossos.
Ginger (Katharine Isabelle) i Brigitte (Emily Perkins) Fitzgerald són dues germanes de 16 i 15 anys inseparables. Tenen els mateixos gustos per allò mòrbid i han fet un pacte d'abandonar la ciutat o suïcidar-se juntes quan facin setze anys totes les dues. Veritables pàries en el seu Institut, pateixen sovint bromes de la popular Trina Sinclair.
Una nit, mentre volen segrestar el gos de Trina per a venjar-se de la seva última humiliació, troben les restes d'un altre gos al parc, on regna un silenci sospitós. Tenen pànic i s'escapoleixen corrent, però un gran animal es tira sobre elles i esgarrapa l'espatlla de Ginger. Poc després, la criatura mor sota les rodes de la camioneta de Sam, el traficant de l'institut, que passava per allà. De tornada a casa, les germanes Fitzgerald examinen la lesió de Ginger, que cura estranyament ràpidament.

## Repartiment
- Emily Perkins: Brigitte Fitzgerald
- Katharine Isabelle: Ginger Fitzgerald
- Kris Lemche: Sam
- Mimi Rogers: Pamela Fitzgerald
- Jesse Moss: Jason McCardy
- Danielle Hampton: Trina Sinclair
- John Bpurgeois: Henry Fitzgerald
- Peter Keleghan: Mr. Wayne
- Christopher Redman: Ben
- Jimmy MacInnis: Tim
- Lindsay Leese: la infermera Ferry
- Wendii Fulford: Srta. Sykes
- Ann Baggley: la jove mare
- Nick Nolan: Gingerwolf

## Al voltant de la pel·lícula
- El rodatge s'ha desenvolupat del 25 d'octubre al 6 de desembre de 1999 a Brampton, Markham, Mississauga i Toronto.
- Abans d'haver confiat a Katharine Isabelle, el paper de Ginger primer havia estat proposat a Sarah Polley i Natasha Lionne.[3]
- L'actriu Emily Perkins portava una perruca durant el rodatge.
- Encara que l'actriu Katharine Isabelle feia el paper de la germana gran del personatge interpretada per Emily Perkins, és en realitat cinc anys més jove que aquesta última.
- A la versió original, l'actriu Lucy Lawless és qui posa la seva veu a la locutora de l'escola.
- Emily Perkins i Katharine Isabelle han interpretat també unes germanes al film "Another Cinderella Story".

## Banda original
- Cloning Technology, interpretada per Fear Factory
- Star, interpretada per Sprawl
- Action Radius, interpretada per Junkie XL
- Siberian Kiss, interpretada per Glassjaw
- Love Like Razorblade, interpretada per Junkie XL
- Desire To Fire, interpretada per Machine Head
- Kiss My Lips, interpretada per Bé Viatja
- Overflow, interpretada per Razed in Black
- Remanufacture, interpretada per Fear Factory
- First Commandment, interpretada per Soulfly
- Vibe, interpretada per The Step Kings
- Pipa Dream, interpretada per Project 86
- Inside You, interpretada per Godhead
- Temple From The Within, interpretada per Killswitch Compromet
- Night Like This, interpretada per Professional Murder Music
- Burial For the Living, interpretada per Hatebreed
- Pincushion, interpretada per Va Salivar
- Of One Blood, interpretada per Shadows Fall
- Her Ghost In the Fog, interpretada per Cradle of Filth

## Premis i nominacions
- Premi especial del jurat, en el Festival internacional del film de Toronto l'any 2000.
- Premi al millor film, millor actriu per a Emily Perkins i millors efectes especials, en la Setmana del cinema fantàstic de Màlaga l'any 2001.
- Premi al millor film tret en DVD, per l'Acadèmia de cinema de ciència-ficció, fantàstic i de terror l'any 2002.
- Nominació al Premi Enginy de la millor fotografia, millor muntatge i millor muntatge de so l'any 2002.
- Premi al millor film, en els premis Internacional Horror Guild l'any 2002.

## Saga Ginger Snaps
- 2004:  Ginger Snaps: Unleashed, de Brett Sullivan
- 2004:  Ginger Snaps Back: The Beginning, de Grant Harvey